# 상투메 프린시페의 행정 구역

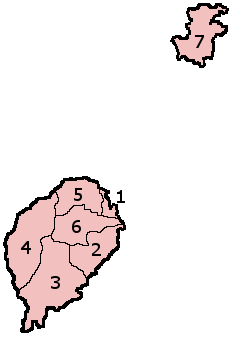
상투메 프린시페의 행정 구역

상투메 프린시페는 2개 주(상투메 섬과 프린시페 섬)로 구성되어 있다.
- 상투메 섬(주도 상투메): 상투메 프린시페에서 면적이 가장 넓고 인구가 가장 많은 주. 면적은 859km2, 인구는 133,600명(2004년 기준). 상투메 프린시페의 수도인 상투메가 위치함.
- 프린시페 섬(주도 산투안토니우): 프린시페 섬과 인근에 있는 작은 섬들을 관할하는 주. 면적은 142km2, 인구는 5,400명(2004년 기준). 1995년 4월 29일 자치주로 승격됨.

이들 주는 다시 7개 현으로 나뉘는데 상투메 섬에는 6개 현, 프린시페 섬에는 1개 현으로 나뉜다.
1. 아구아그란드 현 (Água Grande)
2. 칸타갈루 현 (Cantagalo)
3. 카우에 현 (Caué)
4. 렘바 현 (Lembá)
5. 로바타 현 (Lobata)
6. 메조시 현 (Mé-Zóchi)
7. 파구에 현 (Pagué)

## 같이 보기
- ISO 3166-2:ST